# Victor Petrus Ludovicus Muyldermans
Victor Petrus Ludovicus Muyldermans (Lier, 12 mei 1871 – Hoboken, 8 maart 1963) was een Belgisch componist, dirigent, eufoniumspeler en muziekuitgever.

## Levensloop
Muyldermans groeide op in Lier en ging later in Roubaix en Aartselaar op school. Al op negenjarige leeftijd werd hij lid van de dorpsfanfare in Aartselaar, waar hij aanvankelijk trombone speelde. Later bespeelde hij ook eufonium, tuba, piano, contrabas en viool. Alhoewel hij zijn dienstplicht bij het 5e Linieregiment van het Belgische leger vervulde, deserteerde hij in 1893 naar Parijs en verbleef 8 jaar in de Frankrijk. In de Parijse wijk Grenelle werkte hij aanvankelijk als straatmuzikant en werd later muzikale begeleider in cafés. Vervolgens kreeg hij een baan op de bekende "Foire du Trône" de grote kermis in Parijs. 
Ook zijn werkzaamheden als arrangeur begon hij 1894-1895 in dit metier en bewerkte populaire operamelodieën voor kleine bezettingen. Hij werd aangesteld als begeleider van het circusorkest "Fanny Lemann" en kwam op deze manier door grote delen van Frankrijk. In 1895 schreef hij zijn eerst eigen werk, de ouverture Souvenirs de jeunesse. Hij werd muzikant in - en later dirigent van het orkest van de "Cirque Marcoud". Zelf in deze functie bleef hij een reizend muzikant of kosmopoliet, omdat hij in Cognac, Zwitserland, Parijs en Antwerpen werkte en in december 1897 een optreden als eufoniumspeler in de Londense Crystal Palace verzorgde. In 1901 kwam hij via Aken, Keulen en Nederland weer naar België terug. 
Hij huwde en richtte vervolgens een muziekuitgeverij in Antwerpen op. Toen vond hij tevens weer de tijd om te componeren. Omdat hij een groot aantal marsen creëerde (meer dan 100) leverde hem dat de bijnaam de Vlaamse Sousa op. In 1908 werd hij lid van de Société des Auteurs, Compositeurs et Editeurs de Musique (SACEM) in Parijs. In 1915 slot hij zich aan bij de Sabbatisten, een aanvankelijk Joods Messiaanse beweging. Voor hun erediensten schreef hij jaarlijks meer dan 20 gezangen. Tussen 1916 en 1925 schreef hij ook drie operettes, maar na 1928 hield hij zich uitsluitend bezig met het schrijven van geestelijke liederen (rond 2000).
Voor een bepaalde tijd was hij dirigent van het koor In's Heeren Naam van de Christelijk Gereformeerden. 

## Composities (selectie)
- 1895 Souvenirs de jeunesse, ouverture
- 1901 opus 418, Noorse scène
- Indische dans
- Japanse mars
- Le Riverain de Shaane
- Patrouille chinoise
- Une promenade en Egypte